# Aïn Sebaâ

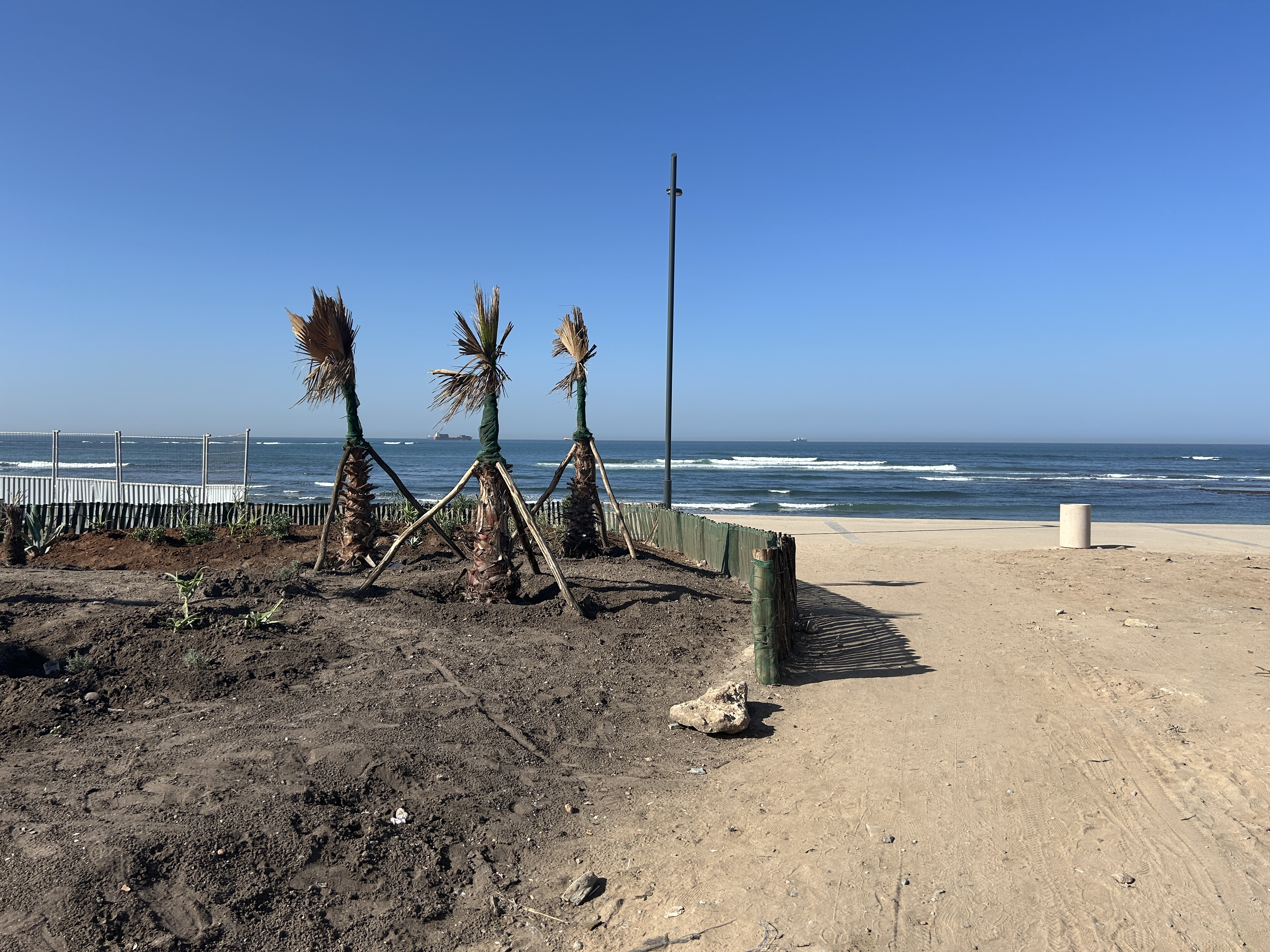
Strand von Aïn Sebaâ

Aïn Sebaâ, (arabisch عين السبع, DMG ʿAin as-Sabaʿ ‚Quelle/Auge des Löwen‘, Zentralatlas-Tamazight ⵄⵉⵏ ⵙⴱⴰⵄ Ɛin Sbaɛ) ist ein Stadtteil (arrondissement) mit ca. 160.000 Einwohnern und ein Industriegebiet im Nordosten von Casablanca, Marokko.

## Lage und Klima
Aïn Sebaâ liegt am Atlantik an der N1 nach Mohammedia, Rabat und Tanger. Das Zentrum von Casablanca ist nur etwa 10 km (Fahrtstrecke) entfernt. Das Klima wird in hohem Maße vom Meer bestimmt; Regen (ca. 400–500 mm/Jahr) fällt nahezu ausschließlich im Winterhalbjahr.

## Bevölkerung
| Jahr      | 1994    | 2004    | 2014    | 2024    |
| Einwohner | 139.323 | 155.489 | 171.452 | 155.828 |

Die Bevölkerung besteht in der Hauptsache aus in den letzten Jahrzehnten des 20. Jahrhunderts zugewanderten Berbern.

## Wirtschaft
Die Gemeinde beherbergt das größte Industrie-Ballungsgebiet Marokkos. Auch ausländische Firmen wie beispielsweise Renault sowie der marokkanische Lebensmittelhersteller Bimo sind dort ansässig. In Ain Sebaa befindet sich ebenfalls der Hauptsitz des Fernsehsenders 2M.

## Wohn- und Freizeitmöglichkeiten
Wegen seines im Gegensatz zu anderen Stadtteilen Casablancas sehr sauberen Badestrandes ist Aïn Sebaâ sowohl bei Einheimischen als auch bei Touristen als Naherholungs- und Wohngebiet sehr beliebt.

## Infrastruktur
Aïn Sebaâ besitzt einen gleichnamigen Bahnhof und ist auch über Busse erreichbar. Des Weiteren gibt es die für die arabische Welt typischen Überland-Sammeltaxis und für die Innenstadt das Petit Taxi.